# Calculus of Variations and Partial Differential Equations
Calculus of Variations and Partial Differential Equations is een internationaal, aan collegiale toetsing onderworpen wetenschappelijk tijdschrift op het gebied van de wiskunde. De naam wordt in literatuurverwijzingen meestal afgekort tot Calc. Var. Partial Differ. Equ. Het wordt uitgegeven door Springer Science+Business Media en verschijnt 4 keer per jaar. Het eerste nummer verscheen in 1993.